# XM148 グレネードランチャー
XM148 グレネードランチャーは、コルト社が実験的に開発した口径40mmの擲弾発射器である。社内名称はCGL-4（Colt Grenade Launcher）。ベトナム戦争での実地試験のために生産された。

## 開発

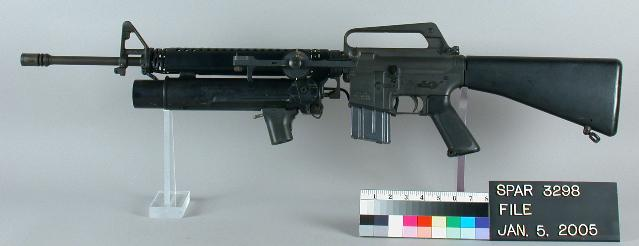
XM148を装着したAR-15

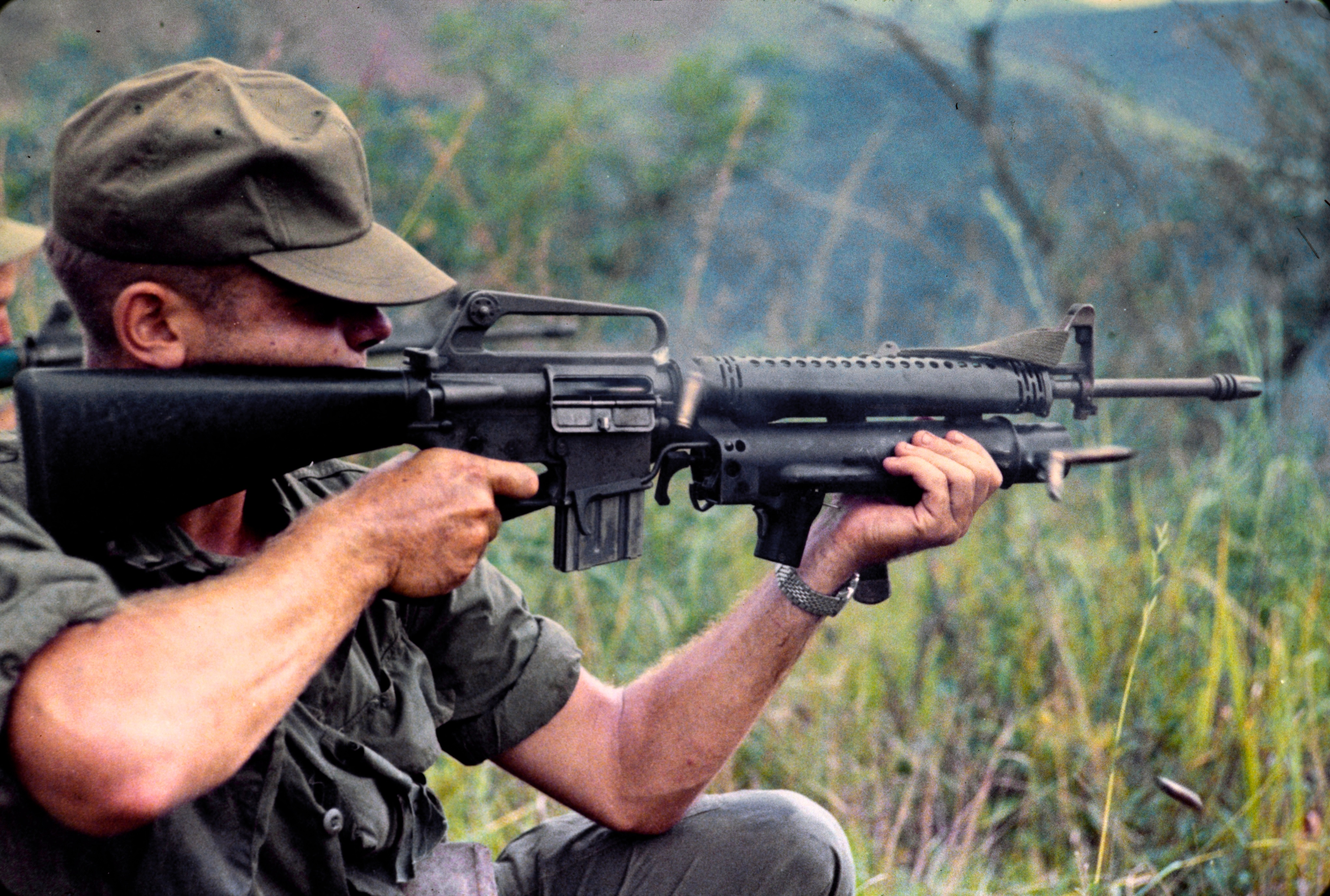
XM148付小銃を構えるアメリカ兵（1967年）

1963年5月、アメリカ陸軍はAR-15小銃に取り付ける銃身吊り下げ式擲弾銃の開発に着手した。これは、1951年から研究が継続されていたSpecial Purpose Individual Weapon（特殊用途個人火器, SPIW）計画の影響を受けたものである。コルト社のほかにフォード社やAAI コーポレーションなどが開発に参加し、1964年5月にはコルト製CGL-4が発表された。CGL-4は、カール・ルイス技師（Karl Lewis）とロバート・E・ロイ技師（Robert E. Roy）がわずか48日間で設計したと言われている。
なお、この時点でAAI社の設計案は高く評価されていたものの、口径を40x46mm擲弾に適応させることができず、運用中のM79 グレネードランチャーとの弾薬共有が行えないと判断されたために脱落している。

## 設計
筒状の発射器の後部下側には、スライドカバー兼用の小型グリップが設けられている。発射器の後端にはコッキングレバー、安全装置、M16の引き金付近まで伸びたトリガーがある。XM148をM16へ取り付けると、M16の前方スイベルリングが使えなくなるため、XM148の前部右側面に代わりのスイベルリングが用意されている。
固定解除ボタンを押しながら小型グリップを前へ押すとカバーが動き、発射器の薬室が開かれる。擲弾を薬室へ挿入してカバーを再び閉じ、コッキングレバーを引くと発射準備が整う。安全装置を解除し、発射器左上に取り付けられた四分儀式アイアンサイトで照準し、トリガーを引くと擲弾が発射される。

## 運用
1965年3月、CGL-4の試験運用が決定し、30丁分の契約が結ばれた。耐久性の問題が指摘されていたにもかかわらず、1966年1月にはさらに10,500丁が仮名称XM148として新たに調達された。ただし、生産力の問題や照準器の欠陥などのために調達は遅れ、実戦試験用の1,764丁が初めてベトナムの戦場に到着したのは1966年12月になってからだった。

### 評価
当初は「点と面の射撃を共に行える戦術的優位性」が高く評価され、Navy SEALsやオーストラリアSASといった特殊部隊の隊員に愛用された。一方で深刻な問題点も多数指摘された。照準器は極めて複雑かつかさばるため、ジャングルを行軍中に草木が絡まりやすく、精度も信頼のおけるものではなかった。やはり過度に複雑な引き金も分解整備が難しく、草木が絡まることで暴発する恐れが指摘された。そのほか、コッキングに非常に強い力が必要な点や着剣不可能な点が問題点として指摘され、最終的には複雑かつ脆弱で実戦には適さないと判断された。
陸軍がXM148の採用を断念した時点でコルト社は27,400丁のXM148を製造しており、その大部分がベトナムに送られていた。

## その後
1967年夏、陸軍は新たなグレネードランチャーの開発を行うGrenade Launcher Attachment Development（擲弾銃アタッチメント開発, GLAD）計画に着手した。この際にも多数のメーカーが設計に参加し、コルト社からはXM148を改良したCGL-5が提案された。しかし、陸軍が高く評価したのはAAI社が提出したモデルだった。これは、かつてCGL-4に敗れたモデルを再設計したもので、1968年8月にはXM203として試験採用されることとなった。